# Amniscus similis
Amniscus similis là một loài bọ cánh cứng trong họ Cerambycidae.